# Flacillula lubrica
Espèce
Synonymes
- Flacilla lubrica Simon, 1901

Flacillula lubrica est une espèce d'araignées aranéomorphes de la famille des Salticidae.

## Distribution
Cette espèce est endémique du Sri Lanka. Elle se rencontre dans la réserve forestière Kombala-Kottawa.

## Description
Le mâle holotype mesure 3 mm.
Le mâle décrit par en Bopearachchi & Benjamin, 2021 mesure 4,1 mm.

## Systématique et taxinomie
Cette espèce a été décrite sous le protonyme Flacilla lubrica par Simon en 1901. Le nom  Flacilla Simon, 1901 étant préoccupé par  Flacilla Koken, 1896, il est remplacé par Flacillula par Strand en 1932.

## Publication originale
- Simon, 1901 : Descriptions d'arachnides nouveaux de la famille des Attidae (suite). Annales de la Société Entomologique de Belgique, vol. 45, p. 141-161 (texte intégral).